# Alsodes vittatus
Espèce
Synonymes
- Cystignathus vittatus Philippi, 1902

Statut de conservation UICN

 DD  : Données insuffisantes
Alsodes vittatus est une espèce d'amphibiens de la famille des Alsodidae.

## Taxonomie
Collectée en 1894 par l'entomologiste français Philibert Germain, elle est décrite en 1902 par Rodolfo Amando Philippi.

## Répartition
Cette espèce est endémique de la province de Malleco dans la région d'Araucanie au Chili. Elle se rencontre à San Ignacio de Pemehue dans la commune de Lonquimay sur le versant occidental de la cordillère des Andes à environ 1 000 m d'altitude.
Plus jamais revue depuis sa description en 1902, elle est redécouverte en 2025.

## Publication originale
- Philippi, 1902 : Suplemento a los batracios Chilenos descritos en la Historia Fisica y Politica de Chile de don Claudio Gay, p. 1-161.